# Earl Shilton
Earl Shilton è un paese di 9 000 abitanti della contea del Leicestershire, in Inghilterra.